# Side Impact Protection System

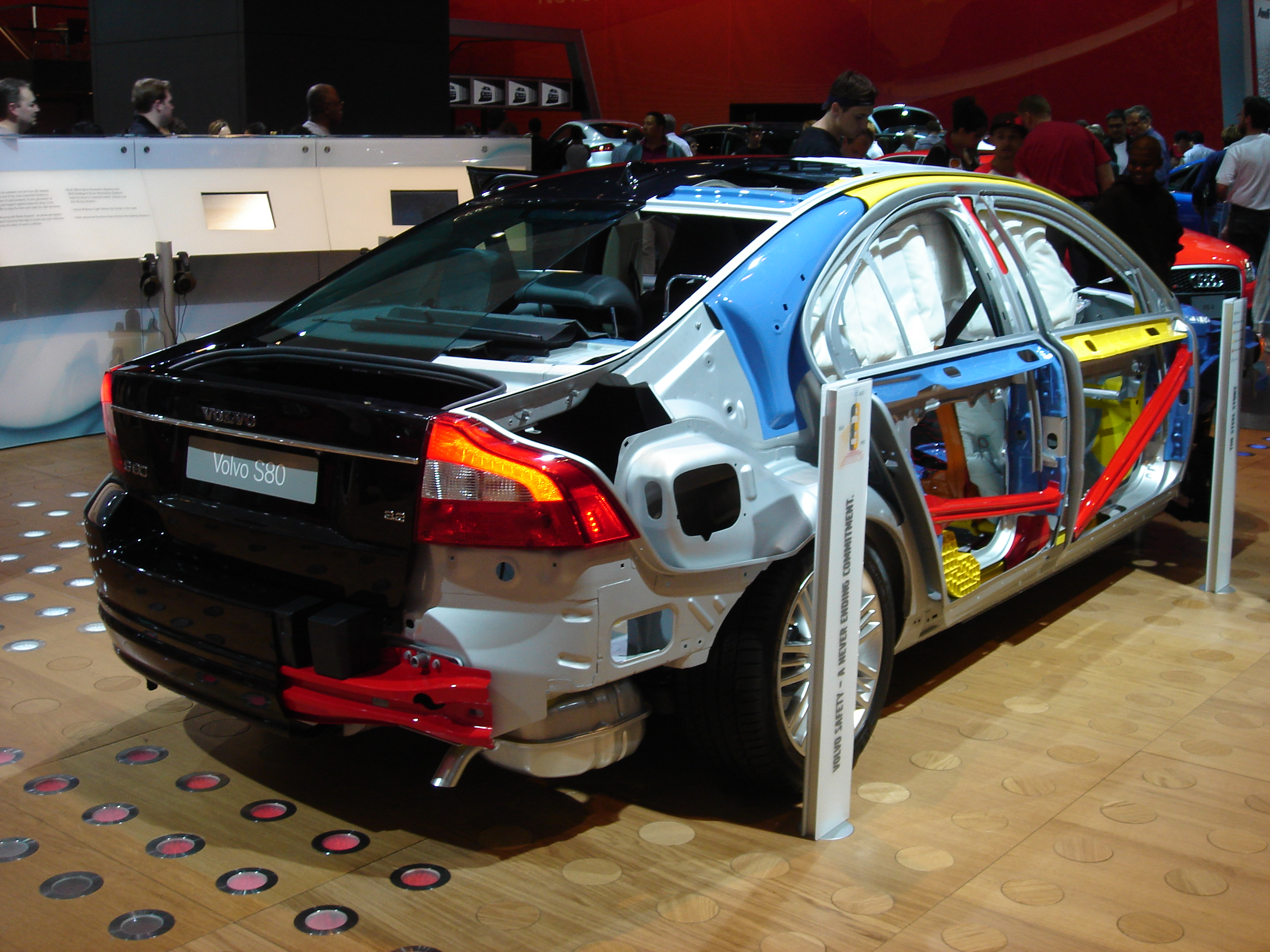
Delar av systemet med sidokrockkuddar ses på den här bilden av en Volvo S80.

SIPS, en akronym för Side Impact Protection System, är ett bilsäkerhetssystem utvecklat av den svenska biltillverkaren Volvo och introducerat på 1991 års modeller av Volvo 740 och Volvo 940.  Systemet består av balksystem under främre stolarna och i instrumentbrädan. Balkarna för via kardantunneln över krockkrafterna till andra sidan. En större del av bilen blir därigenom delaktig i att ta upp krockkrafterna. 1995 kompletterades systemet med krockkuddar i framstolarnas sidor som blåses upp vid påkörning. Dessa ska hindra skador på bilens förare och passagerare.